# Danh sách quốc huy các nước Châu Phi
Dưới đây là danh sách quốc huy các nước châu Phi.

Quốc huy Ai Cập
Quốc huy Angola
Quốc huy Bénin
Quốc huy Botswana
Quốc huy Bờ Biển Ngà
Quốc huy Burkina Faso
Quốc huy Burundi
Quốc huy Cameroon
Quốc huy Cabo Verde
Quốc huy Comoros
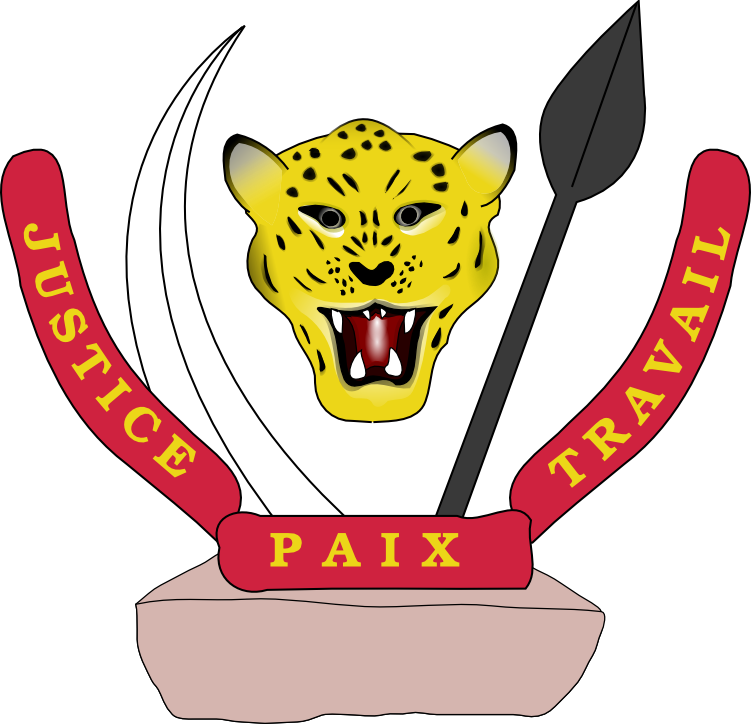
Quốc huy Cộng hòa Dân chủ Congo
Quốc huy Cộng hòa Congo
Quốc huy Djibouti
Quốc huy Eritrea
Quốc huy Ethiopia
Quốc huy Gabon
Quốc huy Gambia
Quốc huy Ghana
Quốc huy Guiné-Bissau
Quốc huy Guinea Xích Đạo
Quốc huy Guinée
Quốc huy Kenya
Quốc huy Lesotho
Quốc huy Liberia
Quốc huy Madagascar
Quốc huy Malawi
Quốc huy Mali